# 1966 في تونس
فيما يلي قوائم الأحداث التي وقعت خلال عام 1966 في تونس.

## أفلام
من الأفلام التي صدرت هذه السنة في تونس:
- 1 يناير – الفجر من إخراج عمار الخليفي.

## مواليد

### يناير
- 1 يناير – ريم محجوب سياسية من تونس.
- 1 يناير – سمير ديلو سياسي من تونس.
- 1 يناير – مامية البنا سياسية من تونس.
- 8 يناير – شفيق صرصار

### فبراير
- 12 فبراير – هشام سليتي
- 20 فبراير – ياسين إبراهيم سياسي من تونس.

### أبريل
- 12 أبريل – بثينة بن يغلان
- 13 أبريل – علي بومنيجل لاعب كرة قدم تونسي.

### مايو
- 10 مايو – محمد عبو سياسي من تونس.

### يونيو
- 30 يونيو – عدنان منصر

### يوليو
- 18 يوليو – شهاب بن أحمد مهندس تونسي.
- 18 يوليو – قيس اليعقوبي لاعب كرة قدم تونسي.

### أغسطس
- 15 أغسطس – شكري الواعر لاعب كرة قدم تونسي.

### سبتمبر
- 16 سبتمبر – ذكرى مغنية تونسية.

### أكتوبر
- 1 أكتوبر – أحمد الحفيان ممثل تونسي.

### ديسمبر
- 28 ديسمبر – محمد علي المحجوبي لاعب كرة قدم تونسي.

## وفيات

### يناير
- 1 يناير – فرج بسباس (مواليد 1892) معلم تونسي.